# Prunus salicina
Prunier du Japon, Prunier de Chine
Espèce
Prunus salicina, le prunier japonais (ou prunier du Japon), le prunier de Chine, est une espèce de plantes à fleurs de la famille des Rosaceae. C'est un petit arbre à feuilles caduques originaire de Chine, de Corée, d'Extrême-Orient russe, du Nord Vietnam et Taïwan. Il est cultivé dans son aire d’origine mais aussi au Japon, en Corée et dans de nombreuses régions du monde. 
Ses nombreux cultivars sont cultivés pour leurs fruits consommés frais mais ne sont pas trop adaptés pour les confitures ou les tartes, car trop juteux. Ils donnent en général des fruits plus gros, plus ronds et plus fermes que ceux du prunier européen, sans développer une saveur aussi intéressante que la Reine-claude par exemple.

## Étymologie, nomenclature et terminologie
Le nom de genre Prunus vient du latin prūnus, ī, f. « prunier » emprunté à une langue méditerranéenne, comme le grec ancien προύμνον, proumnon qui désigne la prune ou le prunier. 
L’épithète spécifique salicina dérive de l’adjectif latin salicinus, -a, -um, « ressemblant au saule »  au féminin car en latin prunus est un nom féminin. En latin, salix, génitif salicis, signifie « saule ».
Ce nom d’espèce fait donc référence à un « prunier à feuilles de saule ».
Le nom vernaculaire chinois du prunier est simplement lǐ 李 (lǐshù 李树), caractère désignant les pruniers en général. Pour désigner Prunus salicina sans ambiguïté, on dit en chinois zhōngguó lǐ 中国李, « prunier chinois » ou rìběn lǐ 日本李, « prunier japonais ».
L’espèce a été décrite la première fois par le botaniste britannique John Lindley sous le nom de Prunus salicina en 1830, dans Transactions of the Horticultural Society of London 7: 239. Lindley indique « Ce qui est communément appelé prunier de Chine, fut envoyé à l’origine par M. Reeves de Chine à la Société [Horticultural Society of London], sous le nom de Ching-Cho-Lee ou Tsing-chok-Lee ».

## Variétés
Selon Tropicos il existe plusieurs variétés naturelles
- P. salicina var. salicina ;
- P. salicina var. pubipes ;
- P. salicina var. mandshurica ;
- P. salicina var. cordata.

## Synonymes
Selon WFO Plant List, Prunus salicina possède les synonymes suivants
- Prunus trifolia Roxb.
- Prunus botan hort. Ex Chow
- Cerasus salicina (Lindl.) Loudon
- Prunus salicina var. typica Nakai

## Description
Le prunier du Japon peut mesurer de 9 à 12 m de haut. Ses rameaux sont brun violacé à brun rougeâtre. Les bourgeons d’hiver sont rouge violacé, généralement glabres ou parfois poilus sur les bords des écailles.
Ses feuilles oblongues-obovales, étroitement elliptiques, à bords doublement crénelés mesurent 6 à 12 cm de long sur 3 à 5 cm de large. Le pétiole de 1-2 cm de long porte deux nectaires.
Les fleurs de 2 cm de diamètre font apparaître 5 pétales blancs,  oblongs-obovales, base cunéiforme, au début du printemps. Disposées en fascicule de 3 fleurs.
Le fruit, appelé « prune japonaise », est une drupe de 4 à 7 cm de diamètre ; on le récolte en été et il peut se consommer cru. Elle est de couleur jaune, cramoisie, pourpre ou verdâtre ; sa taille est variable, à chair pâle (jaune doré ou verdâtre), juteuse et sucrée. Elle a un sommet plus prononcé lui donnant une forme de cœur, ou simplement de forme ronde. Elle est consommée fraîche ou en conserve.
La floraison a lieu en avril et la fructification en juillet-août..
Caractères distinctifs
Le Prunus salicina  est un arbre qui en général, est plus petit et vit moins longtemps que le prunier européen (P. domestica). Il donne une floraison très abondante très précoce et en général plus précoce que les pruniers domestiques européens. Les fleurs sensibles aux gelées printanières, en font un arbre adapté aux climats à hiver doux.
Les fruits du Prunus salicina sont plus gros, plus ronds et plus fermes que ceux du prunier européen. Le noyau adhère à la chair alors que celui du prunier domestique est libre. Sans développer une saveur aussi intéressante que la Reine-claude, les pruniers japonais produisent abondamment, même en climat côtier. Ces prunes japonaises sont consommées en fruit frais, mais ne sont pas trop adaptées pour les confitures ou les tartes, car trop juteuses.

## Cultivars
Le prunier de Chine P. salicina s'hybride bien avec Prunus simonii Carrière, un autre prunier originaire de Chine, ou avec des espèces sauvages nord-américaines comme Prunus americana Marshall ou plus rarement avec P. cerasifera, le prunier myrobolan (d’Europe, Asie du Sud-Ouest). Ces hybrides sont diploïdes comme leurs parents. Ainsi le cultivar ‘Wickson’, à épiderme jaune lavé de rouge, est un hybride salicina x simonii et ‘Methley’, à épiderme pourpre, est un hybride salicina x cerasifera. Parmi les cultivars présents sur le marché, citons ‘Golden Japan’, à épiderme jaune, et 'Blackamber’, ‘Friar’ et ‘Angelino’, à épiderme noir ou violacé.
Le prunier européen (P. domestica) n’a pas contribué à ces croisements pour la simple raison que c’est une espèce hexaploïde alors que les autres sont pour la plupart diploïdes. Les cultivars hybrides japonais-américains ont progressivement remplacés les prunes européennes et américaines aux États-Unis pour le marché du frais, mais aussi pour la transformation à l’exception de la prune à pruneaux. Pour favoriser la pollinisation du prunier de Chine, il faut l'installer auprès d’autres pruniers, notamment le prunier myrobolan ou des griottiers (Prunus cerasus), originaires des États-Unis. 
De nombreux autres cultivars existent : ‘Abondance’, ‘Santa Rosa’ (cultivars japonais très répandus, donnant des fruits moyens à gros, pourpres, avec des fleurs autofertiles), ‘Satsuma’ (cultivar à fruits petits à moyens, demandant Santa Rosa pour la pollinisation), ‘Burbank’, ‘Shiro’, ‘Beauty’, ‘Gold’, ‘Methley’, ‘Red Beaut’, ‘Ozark Premier’.
Les cinq cultivars de pruniers japonais adaptés au climat du sud de la France sont:
1. Les prunes ‘Shiro’ ou ‘Golden Japan’, sont de couleur jaune doré, douces, juteuses et légèrement acidulées, de belle taille, ce qui les rend idéales pour une utilisation en cuisine et en pâtisserie. ‘Golden Japan’ a une fructification très abondante, mais son goût est assez banal et elle est trop juteuse. La sélection ‘Shiro’ fleurit plus tôt et a une meilleure saveur.
2. La 'Santa Rosa', est violette, avec une chair sucrée et parfumée, et une saveur légèrement acidulée. Elle peut être mangée fraîche, en compote ou en conserve. Créé par Luther Burbank en 1906, Santa Rosa est souvent citée comme le cultivar de P. salicina ayant la meilleure saveur.
3. La 'Metley', est de taille moyenne, à peau rouge foncé, est appréciée pour sa chair sucrée et juteuse. Elle est excellente pour la consommation fraîche, la préparation de confitures et même la production de prunes séchées.
4. L''Ozark Premier', est un hybride entre les variétés 'Metley' et 'Burbank', qui s’adapte à toutes les régions. De couleur orange vif avec des notes de jaune, une chair juteuse et sucrée, elle est excellente à consommer fraîche.
5. La prune 'Black Amber' a des fruits de gros calibre (de 50 à 70 g), de violets à noirs, de forme ronde légèrement aplatie, avec une chair de jaunâtre à rouge ; le noyau est adhérent. Ferme et juteuse, elle est moyennement sucrée et acidulée et se déguste surtout comme fruit de bouche.

Les cultivars de Prunus salicina se distinguent par une période de maturité s'étalant de juin à septembre, offrant ainsi une fenêtre de récolte prolongée. Cette caractéristique est particulièrement avantageuse pour les producteurs qui souhaitent étendre leur saison de récolte et proposer des prunes fraîches sur une période plus longue.
L’autre raison pour laquelle le prunier japonais a gagné en popularité est sa grande vigueur. Il affiche une croissance rapide et une mise à fruit étonnamment précoce, souvent dès la troisième année après la plantation. Cette rapidité permet de récolter des fruits plus tôt que de nombreuses autres variétés de pruniers. Néanmoins, il convient de noter que la culture du prunier japonais n'est pas exempte de défis, notamment en ce qui concerne sa sensibilité au gel printanier et aux maladies.
Si on se place maintenant du côté du consommateur et non plus du producteur, une étude sur les profils aromatiques des cultivars de prunes japonaises indique que les cultivars à maturation tardive tels que ‘Angelino’ ont été identifié comme les prunes les plus sucrées. En outre, il est intéressant de noter que le cultivar ‘Dofi Giudy’ (une obtention italienne), une prune japonaise à maturation précoce, riche en anthocyanes et en composés phénoliques, a atteint un niveau de Solides solubles totaux (TSS) similaire à celui des cultivars à maturation tardive. L'analyse sensorielle a révélé que ‘Dofi Giudy’ était une prune très attrayante (jugement global, douceur et intensité de la saveur).
Les prunes japonaises sont cultivées principalement dans les zones tempérées, mais il existe des cultivars adaptés aux régions subtropicales. La Chine est le plus grand producteur, avec des quantités importantes également en Europe et aux États-Unis. À l’échelle mondiale, la production de prunes japonaises est plus importante que celle de la prune européenne, Prunus domestica. 
Depuis les années 1990, sont apparus des hybrides complexes de ces prunes hybrides avec l’abricot (Prunus armeniaca). Les hybrides « moitié-moitié » ont été appelés plumcot par l’horticulteur et botaniste américains Luther Burbank (1849-1926).
Le Prunus salicina et ses hybrides ne sont pas pollinisés par le prunier européen et inversement. De plus, il est le plus souvent autostérile. La pollinisation croisée se fait par les abeilles à partir d’autres arbres de la même espèce. La culture se fait le plus souvent avec des arbres greffés sur du myrobolan (Prunus cerasifera), mais il existe aussi sur porte-greffe nanifiant.
Prunus salicina ne doit pas être confondu avec le célèbre Ume, nom japonais du Prunus mume, un abricotier poussant aussi au Japon, en Corée et en Chine.
Prunus japonica constitue également une espèce distincte, bien que la traduction littérale de son nom scientifique, Prunier japonais, soit similaire au nom vernaculaire français de Prunus salicina.

## Distribution
Selon POWO, l’aire de répartition naturelle de cette espèce s’étend du sud de la Russie de l’Extrême-Orient à la Chine et du nord du Vietnam, à Taïwan.
L’espèce est native de Chine (régions du Centre-Nord, du Centre-Sud et du Sud-Est), Khabarovsk, Mandchourie Primorye, Taïwan, Vietnam. En Chine, elle est répandue principalement dans les régions subtropicales du sud (Guangdong, Guangxi, Fujian, Sichuan) mais aussi vers le nord jusqu'au Hebei et Heilongjiang.
Elle a été introduite en Assam Mongolie intérieure, Japon, Corée, Nouvelle-Galles du Sud, Tadjikistan, Turkménistan Ouzbékistan.
Ce prunier originaire de Chine fut importé au Japon il y a entre 200 et 400 ans. Son nom français de « prunier du Japon » (via l'anglais Japanese plum) vient du fait qu'il fut ensuite importé aux États-Unis à partir du Japon vers 1870. Mais ce nom est quand même insidieux et pourrait induire en erreur. Le Prunus salicina pousse dans les forêts peu denses, en lisières des bois et le long des chemins.
Il est actuellement cultivé dans de multiples régions du monde, mais principalement en Chine, en Californie, au Chili, en Afrique du Sud, en Italie et Espagne. En France, il représente de 25 à 30 % des surfaces de prunes de table consommées fraiches. Il est surtout présent dans le Sud-Ouest, avec une surface cultivée se situant autour de 1 500 ha et une production de 16 000 tonnes.

## Utilisation
Les prunes sont des fruits climactériques à durée de conservation réduite, très appréciés en frais. Les consommateurs européens peuvent trouver plusieurs cultivars de prunes offrant des caractéristiques organoleptiques, des saveurs et des arômes variés.
La prune du Japon est consommée fraîche.
En Chine, on fabrique des bonbons à la prune, réputés bons pour la digestion. On en fait également des fruits confits qui sont vendus aromatisés avec du sucre, du sel, ou de la réglisse.
Au Japon, les fruits sont cueillis à mi-maturité pour aromatiser les liqueurs.